# Belägringen av Reval
Belägringen av Reval utspelades år 1710 under det stora nordiska kriget. Under belägringen av Riga  skickades den ryska översten Wasilij Gothoff med tre dragonregementen till den svenska staden Reval för att inleda en belägring. Efter erövringen av Pärnu drog sig generallöjtnanten Rodion Baur vidare till Reval med ytterligare sex dragonregementen, samt med en grenadjärbataljon och sex infanteriregementen. Belägringen av staden började den 18 augusti och avslutades den 30 september 1710 då den svenska garnisonen kapitulerade.